# Habsburg (obec)
Habsburg je obec v okrese Brugg ve švýcarském kantonu Aargau a leží přibližně tři kilometry jihozápadně od okresního města. Na území obce Habsburg se nachází hrad Habsburg, původní sídlo rodu Habsburků.

## Poloha

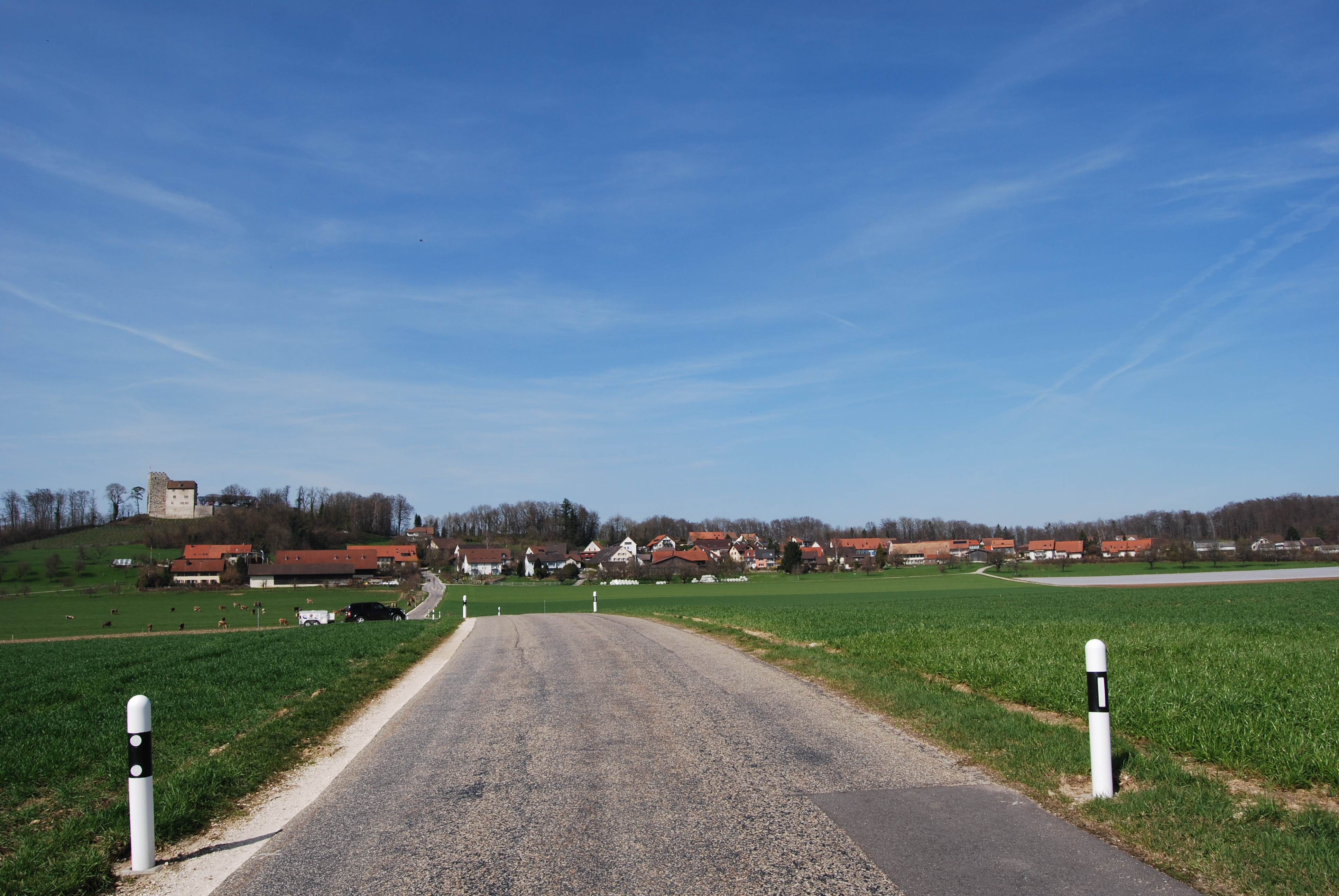
Habsburg

Víska Habsburg leží bezprostředně z jižní strany Wülpelsbergu, na kterém se nachází hrad. Wülpelsberg se příkře svažuje na severní a západní straně do údolí řeky Aara. Východní a jižní strana naopak tvoří okraj mírně se svažující náhorní plošiny, postupně přechází do Birrfeldu. Habsburg je typickým příkladem vsi vzniklé mýcením a je ze tří světových stran obklopen lesem.
Rozloha obce čítá 223 hektarů, z čehož je 134 ha zalesněných a 18 ha zastavěných. Nejvyšším bodem je 505 metrů vysoký Wülpelsberg. Nejnižší bod leží ve výšce 370 metrů.
Sousedními obcemi jsou Brugg na severu, Hausen na východě, Scherz na jihu a Schinznach-Bad na západě.

## Dějiny
Poté, co bylo území osídlené v době bronzové stejně jako v době římského impéria, nechal pán Radbot okolo roku 1020 vybudovat na Wülpelsbergu «Habichtsburg». Roku 1027 se objevuje označení místa jako Habesbur nebo Habesburch. Otto II. byl prvním, kdo se kolem roku 1100 nazýval «hrabětem von Habsburg». Hrad tvořil středobod tehdejšího habsburského panství, tzv. Eigenamtu. Po vzestupu mezi nejvýznamnější panovnické rody již skrovný hrad (cca od roku 1220) nebyl hlavním sídlem a byl propůjčen služebnictvu. V průběhu dějin vícekráte změnil majitele, až byl nakonec od roku 1528 spravován bernským zemským správcem v Königsfeldenu. Bernští roku 1415 Habsburky z kraje vyhnali.
Ves Habsburg vznikla pravděpodobně teprve na počátku 15. století, kdy byl vymýcen les jižně a východně od hradu. Hrad dal obci jméno. Malé sídliště rostlo jen pomalu a roku 1529 čítalo pouze čtyři domy. Rok předtím proběhla reformace.